# テケチュク・タムガ・アイグチ
テケチュク（Tekečük、生没年不詳）は、モンゴル帝国に仕えたウイグル人将軍の一人。『元史』などの漢文史料では帖哥朮(tiègēzhú)と記される。

## 概要
テケチュクの父のバシュ・クト（八思忽都）は「タムガ・アイグチ（Tamγa Ayγuči ＞探花愛忽赤/tànhuā àihūchì、「掌璽官」の意）」の称号を有し、モンゴル帝国に仕えてウイグル部・アルグン部・メルキト部・ペルシア部の4部からなる軍団を率いた人物であった。バシュ・クトは4部軍団を率いてモンゴルの征服戦争で活躍したが、恐らく第2代皇帝オゴデイ・カアンの治世中にコデンの四川出兵に加わり、時期は不明であるが戦死してしまった。
テケチュクは父同様にタムガ・アイグチを称し、第4代皇帝モンケ・カアンよりウイグリスタンのハミル（渇密里）・クチャ（曲先）の「諸宗藩の地」に駐屯することを命じられた。モンケ・カアンは即位直後にオゴデイ・ウルスを分割しているが、その中でカダアン・オグルにはウイグリスタンのビシュバリク一帯を領地として与えられており、テケチュクの駐屯する「諸宗藩の地」はカダアン家領ではないかと考えられる。
中統元年（1260年）、モンケ・カアンの死を受けて帝位を巡る内戦（帝位継承戦争）が勃発すると、テケチュクはアリクブケ派の首魁であるクンドゥカイとアラムダールに捕らえられてしまった。先述したカダアン・オグルは西方の諸王の中では数少ないクビライ支持を明確にした人物であり、テケチュクの捕縛はカダアンのクビライ支持に対する報復ではないかと考えられる。しかし、テケチュクは隙を突いて脱走し、クビライの下に入観すると金符を下賜され、父の地位を承襲することを許された。その後、配下の兵を率いて帝位継承戦争で功績を挙げ、衣服・弓矢・鞍勒を下賜されている。
帝位継承戦争の終結後は父同様に四川方面軍に配備され、至元9年（1272年）には西平王アウルクチによるガインドゥ/建都（現在の西昌市）出兵に従軍している。この時の功績により昭勇大将軍・羅羅斯副都元帥・同知宣慰司事に昇格となった。その後、チベット（西蕃）との境界に駐屯して、蕃酋の必剌充が道を塞いだ際にはこれを討伐している。以上の功績により金虎符・白金・衣を下賜されたが、間もなく在官のままなくなった。死後、息子のトレが地位を継承している。

## 高昌偰氏
- バシュ・クト（Baš qut ＞八思忽都/bāsī hūdōu）
  - テケチュク（Tekečük ＞帖哥朮/tiègēzhú）
    - トレ（Töre ＞脱力世官/tuōlì shìguān）
      - 唆南班（bsod nams dpal ＞suōnánbān）